# Clastoneura brevicornis
Clastoneura brevicornis är en tvåvingeart som beskrevs av Aldrich 1934. Clastoneura brevicornis ingår i släktet Clastoneura och familjen parasitflugor. Inga underarter finns listade i Catalogue of Life.